# Jacopo della Quercia

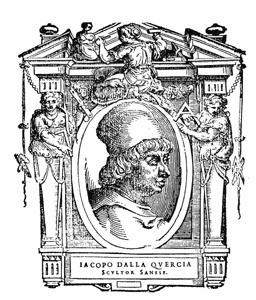
Abbildung des Jacopo della Quercia in Le vite dei più eccellenti pittori, scultori e architetti des Giorgio Vasari

Jacopo della Quercia (* um 1374 oder 1367 in Quercegrossa, Gemeinde Castelnuovo Berardenga bei Siena; † 20. Oktober 1438 in Siena) war ein italienischer Bildhauer der Frührenaissance. Sein sehr persönlicher Stil mit stark bewegter Gewandbildung mischt lokale und burgundische Gotik mit der Antike entlehnter durchgebildeter Körperlichkeit ohne jedoch auch konsequent in räumliche Darstellung vorzustoßen und die Linearität der Sieneser Schule fortsetzt, deren herausragendster Bildhauer er war. Jacopo della Quercia wirkte vor allem in Siena, Bologna und Lucca.

## Leben und Werk
Jacopo della Quercia, später auch della Fonte genannt, wurde als Sohn des Holzbildhauers und Goldschmieds Piero di Angelo (auch: Petro Agnolo, bzw. Piero d’Angelo di Guarneri) und dessen Frau Maddalena geboren. Er hatte mindestens einen Bruder, Priamo. Über sein Leben ist sonst nur wenig bekannt, gesichert sind neben seinen Hauptwirkungsstätten Aufenthalte in Florenz, Mailand, Venedig und Verona. Zu seinen Schülern gehörte Antonio Federighi.
Das früheste erhaltene Werk Jacopo della Quercias ist ein Relief des Heiligen Agnellus von 1392 für dessen Altar in der Sakristei des Doms von Lucca. Im Jahre 1401 nahm er an dem Florentiner Wettbewerb zur Gestaltung des zweiten Bronzeportals für das Baptisterium San Giovanni teil und unterlag Lorenzo Ghiberti. Nur die Probestücke Ghibertis und Filippo Brunelleschis sind erhalten geblieben. 1403 bekam er den Auftrag zu einer Jungfrau mit Kind in Marmor für die Familienkapelle der Silvestri in der Kathedrale von Ferrara, die er 1406 ausführte.

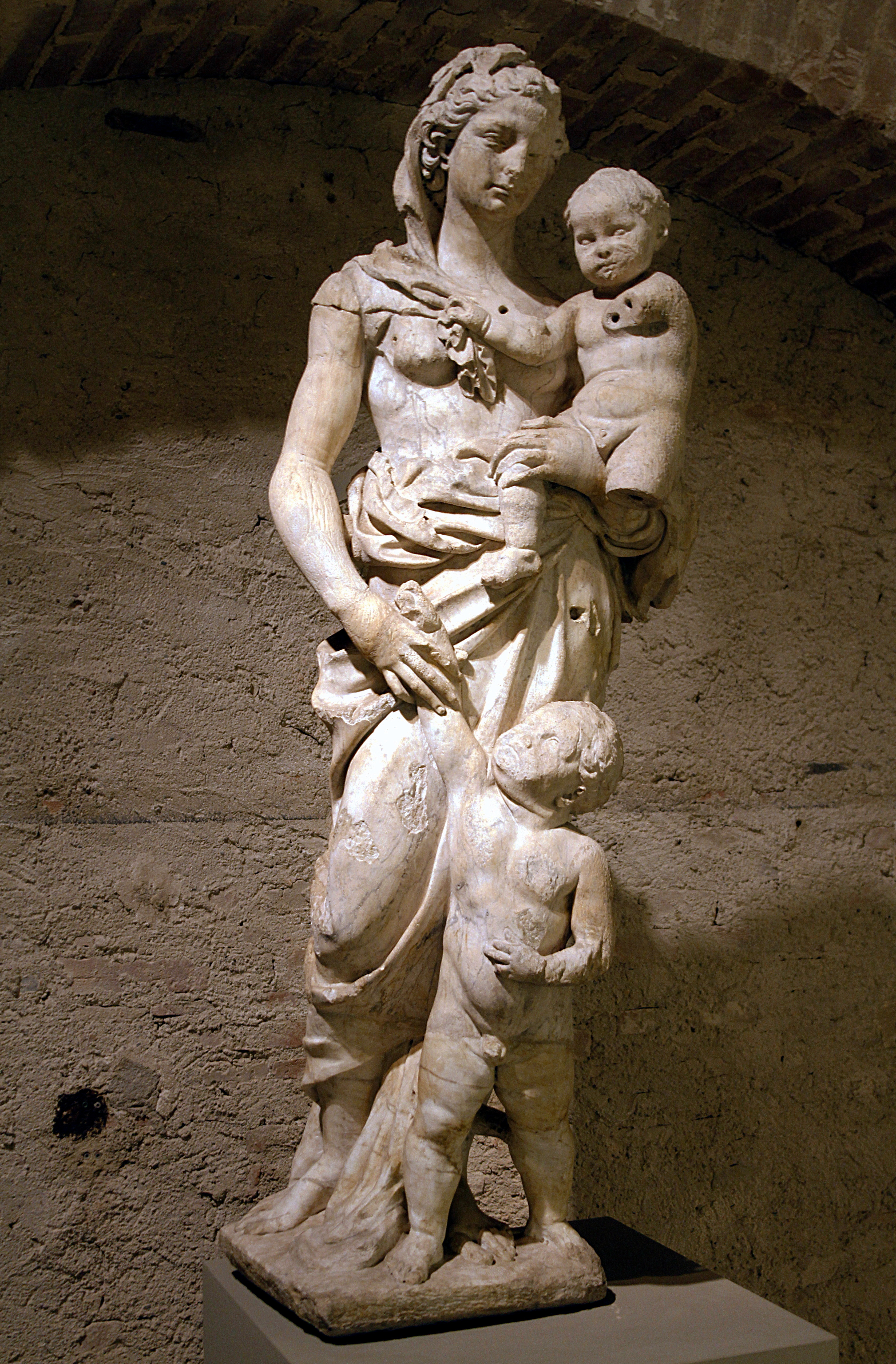
Die Rhea Silvia der Fonte Gaia, um 1414–19, Santa Maria della Scala, Siena

Im Auftrag des damaligen Statthalters von Lucca, Paolo Guinigi, schuf Quercia das Grabmal für dessen Ende 1405 verstorbenen zweiten Ehefrau Ilaria del Carretto. Er ist allerdings zwischen 1406 und 1408 in Ferrara nachgewiesen, so dass der Auftrag vermutlich vor, die Arbeit daran aber erst nach 1408 angesetzt wird. Das Grab stand zunächst im Kloster San Francesco, wurde aber noch zu seinen Lebzeiten zerlegt und mehrfach versetzt, bevor es im 19. Jahrhundert rekonstruiert wurde und seinen heutigen Platz im nördlichen Querarm des Doms fand. Die unvollständig erhaltenen Teile stimmen nicht gänzlich zueinander. Die auf einen Sarkophag liegende Portraitfigur der Toten ist im „lyrisch gotischen Idiom des Nordens“ mit fließenden Linien gestaltet. Der über das Kinn reichende Kragen des weitärmeligen, hochgegürteten Kleids nach französischer Mode und der turbanartige, mit Blumen dekorierte Reif fassen das, wie von einer Totenmaske abgenommene, Gesicht ein. Der eleganten Gestalt zu Füssen sitzt ein kleiner Hund, ein Symbol der Treue. Das weniger glatt gearbeitete Frontteil des Sarkophags ist mit einem Fries aus Girlanden haltenden geflügelten Putten dekoriert. Es ist vermutlich späteren Datums. Die als tänzelnde Kinder dargestellten guten Geister gehören zu den frühesten Beispielen dieser Art seit der Antike und sind vermutlich älter als Donatellos, der die auch als spiritelli bekannten Figuren seit etwa 1420 aufnahm und popularisierte.
Zu seinen wichtigsten Werken gehört die Ausgestaltung der Fonte Gaia, des Brunnens auf der Piazza del Campo in Siena. Schon 1409 in Auftrag gegeben, begann die Arbeit daran nicht vor 1414 und dauerte etwa fünf Jahre. Wie die Fontana maggiore in Perugia ist das Bildprogramm eines christlich-ziviler Ordnung. Um ein Hochrelief der Jungfrau mit Kind als Symbol der Guten Staatsführung sind die (theologischen und Kardinal-) Tugenden und die Justitia als sitzende Figuren gruppiert. Links und rechts außen krönen Statuen der Rhea Silvia und Acca Larentia die Balustrade, der Legende nach Gründerinnen der Stadt und Mutter bzw. Amme von Romulus und Remus; sie stehen hier für Caritas und Freigebigkeit. Die Rhea Silvia wurde von Francesco di Valdambrino nach einem Modell Jacopos ausgeführt. Die zwei äußeren Reliefs mit Paradiesszenen sind späteren Datums. Der Kunsthistoriker John Pope-Hennessy bewunderte den höchst persönlichen Stil Quercias, der die antiken Vorbilder nicht mehr erkennen ließe, während das Madonnenrelief der Fonte Gaia mit starkem Schattenspiel eher modelliert als gehauen aussähe. Die bereits sehr angegriffenen Skulpturen wurden Mitte des 19. Jahrhunderts von Tito Sarrocchi durch annähernde Kopien ersetzt, die Originale befinden sich heute im Museum von Santa Maria della Scala. Es existieren zwei Fragmente einer Entwurfszeichnung des Brunnens, ein linker Teil befindet sich heute im New Yorker Metropolitan Museum of Art, die rechte Seite im Victoria and Albert Museum in London, es fehlt das mittlere Drittel.
Während er noch am Brunnen in Siena arbeitete, begann Quercia 1416 mit dem Marmoraltar (und zwei Grabplatten mit Giovanni da Imola) für die Familienkapelle der Trenta in San Frediano in Lucca (1422 vollendet). Hochreliefs der thronenden Madonna mit Kind und vier flankierenden Heiligen sind auf Sockeln in einem gotischen Rahmenwerk eingefasst, das im Kontrast zu den bewegten Figuren steht, deren Gewandfalten fast ein Eigenleben zu führen scheinen. Burgundische Einflüsse, namentlich des Naturalismus Claus Sluters, sind hier in idealisierter Form verarbeitet.
Neben einem möglichen, aber nicht nachweisbaren Aufenthalt in Frankreich, ist es wahrscheinlicher, dass er durch Kontakte über den Seidenhandel etwa der Trenta, einer der reichsten Familien Luccas, mit burgundischer Buchmalerei oder anderen importierten Bildwerken in Berührung kam.

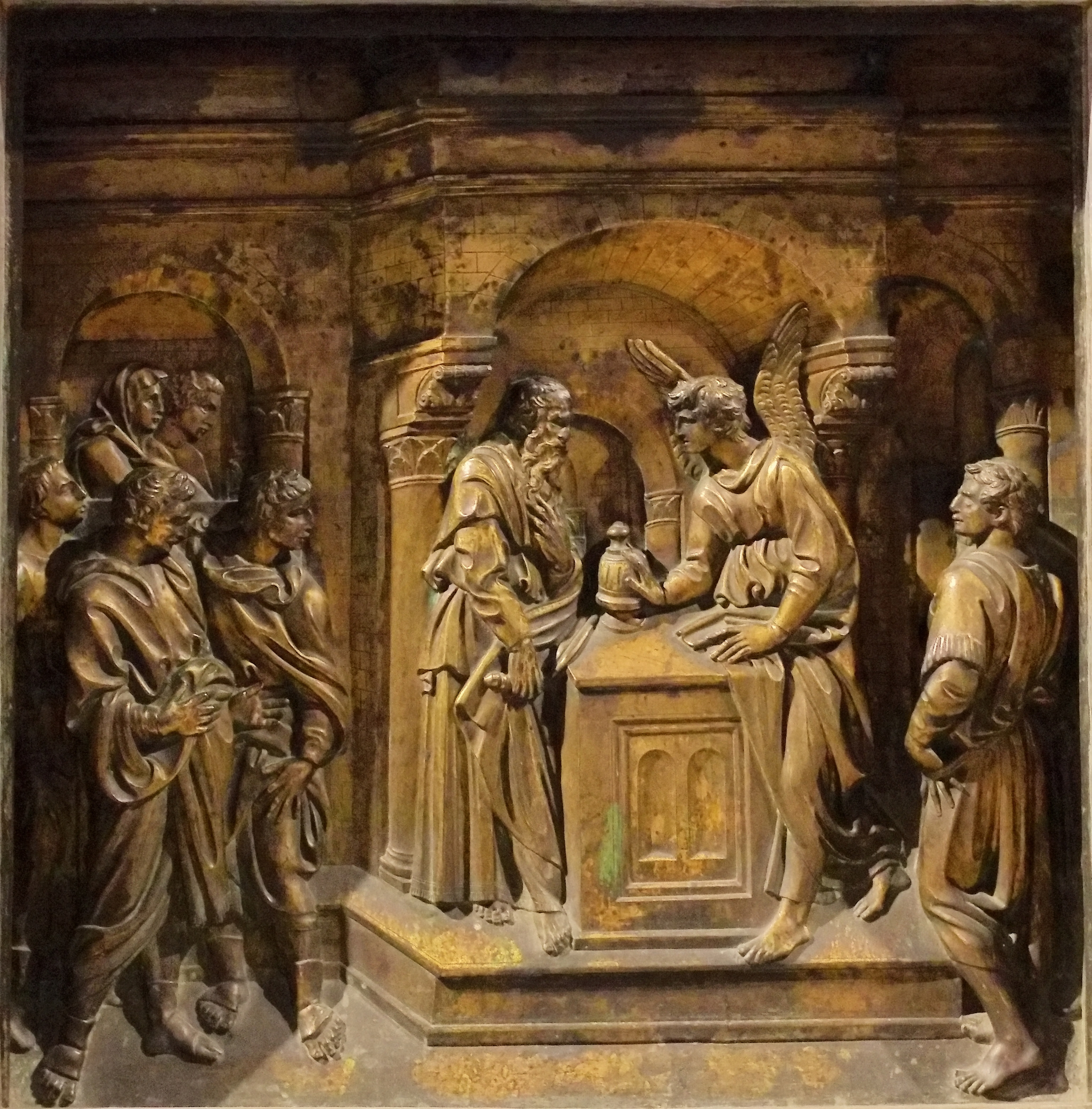
Verkündigung an Zacharias, Bronzerelief für den Taufbrunnen, Baptisterium Siena, 1428–1430

Mit einer Verkündigungsgruppe für die Kollegiatskirche in San Gimignano von 1421 hat sich eine der wenigen Werke aus Holz von ihm erhalten.
Zwischen 1417 und 1431 entstand der Taufbrunnen des Baptisteriums in Siena, wobei Quercia Ende der 1420er Jahre daran mitarbeitete. Neben dem, den sechsseitigen Brunnen bekrönenden, Täufer-Johannes stammen auch die Figuren des Ziboriums von ihm. Von den Bronzereliefs rund um das Taufbecken sollte er zwei ausführen, setzte jedoch nur die Verkündigung an Zacharias auch um (1428–30). Der Auftrag für das zweite Relief ging schließlich an Donatello. Dessen Fest des Herodes und die zwei von Ghiberti ausgeführten Reliefs machen die eigentliche kunsthistorische Bedeutung des Taufbrunnens aus. Quercia nahm zwar die neue Idee zu einer systematisch perspektivischen Raumkonstruktion auf, sie ist aber nicht stringent, widersprüchlich und in der Hintergrundarchitektur eher parallelperspektivisch.
1425 erhielt er den Auftrag für das Hauptportal der Basilika San Petronio in Bologna, wofür er den Marmor in Mailand, Venedig und Verona zu beschaffen suchte.
1435 wurde er zum Dombaumeister von Siena ernannt und arbeitete dort am Sebastiansaltar und der dekorativen Ausgestaltung der Casini-Kapelle in der Kathedrale (nur fragmentarisch im Dommuseum erhalten), sowie für die Familie der Vari an einem Monument in San Giacomo Maggiore in Bologna. Einen Auftrag von 1433 über sechs Statuen für die Loggia della Mercanzia in Siena setzte er nicht mehr um (Seine Schüler Antonio Federighi und Vecchietta erfüllten den Auftrag 1457–62).
Della Quercia starb im Oktober 1438, wobei sich der junge Federighi in seinem letzten Lebensmonat zu Hause um ihn kümmerte. Beigesetzt wurde Quercia im ersten Kreuzgang der Kirche Sant’Agostino in Siena.
Giorgio Vasari verfasste für den zweiten Band seiner Vite eine Biographie Jacopo della Quercias.

## Hauptwerke
- Grabmonument der Ilaria del Carretto (1408) in der Kathedrale von Lucca
- Hochreliefs der Fonte Gaia (1409–1419) auf der Piazza del Campo in Siena
- Taufbrunnen (Johannes der Täufer, Ziboriumsfiguren, Zacharias-Relief, 1428–1430) im Baptisterium, Siena
- Hauptportal (1425–1438) der Basilika San Petronio in Bologna

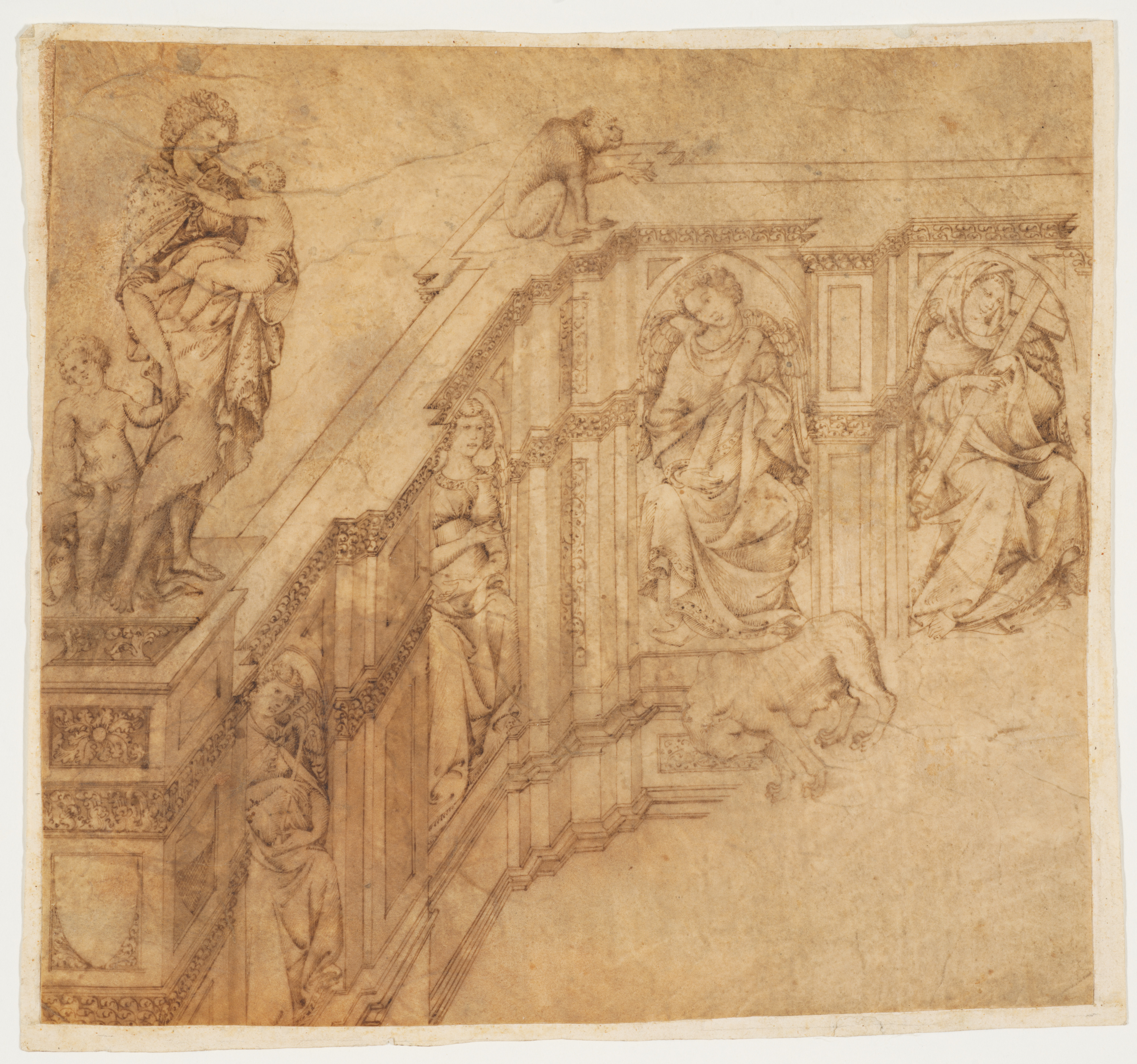
Linker Teil einer Entwurfszeichnung für die Fonte Gaia in Siena, 1415–16, MET, New York
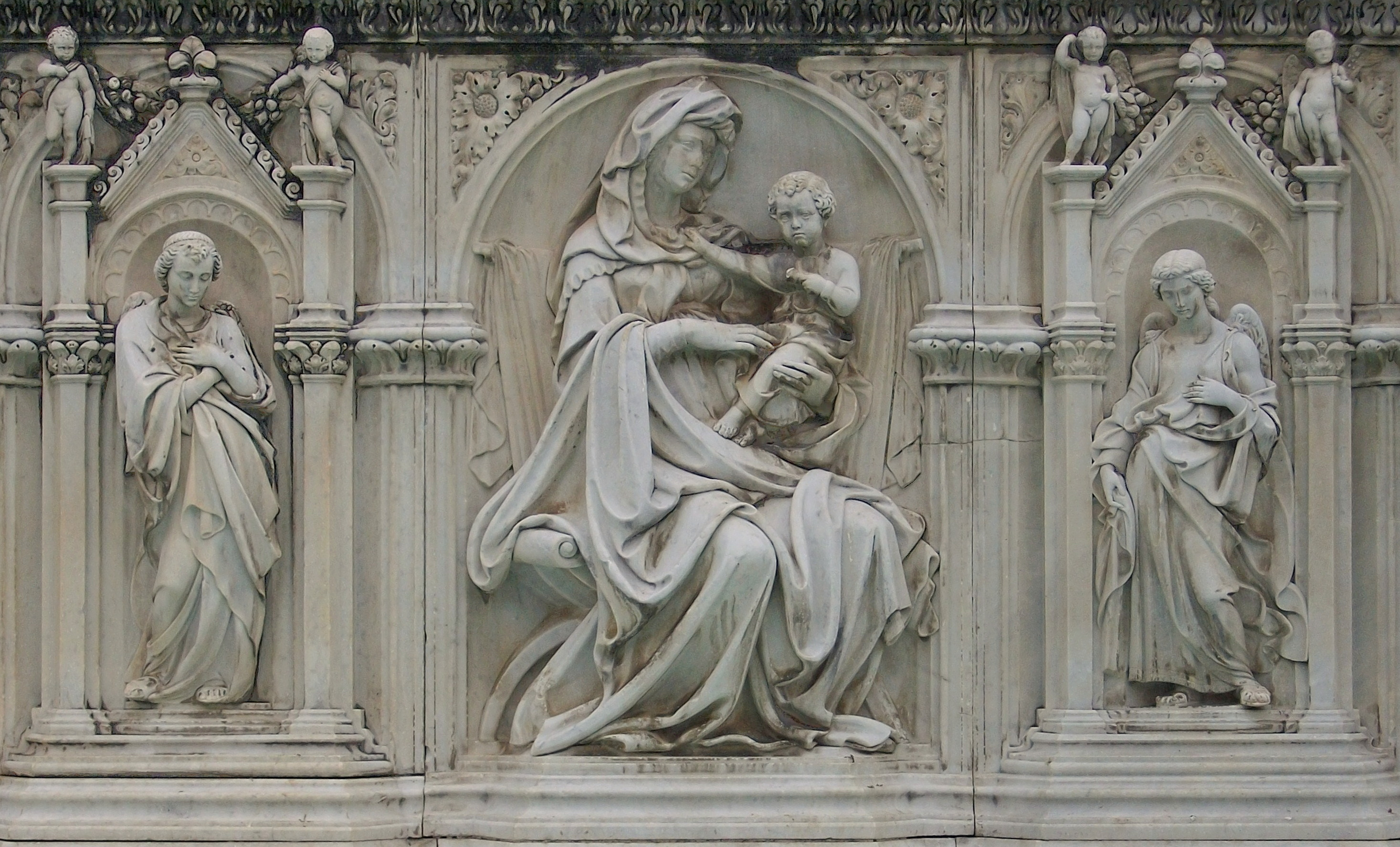
Zentrales Hochrelief der Fonte Gaia in Siena (1409–1419; 1868 von Tito Sarrocchi rekonstruiert)
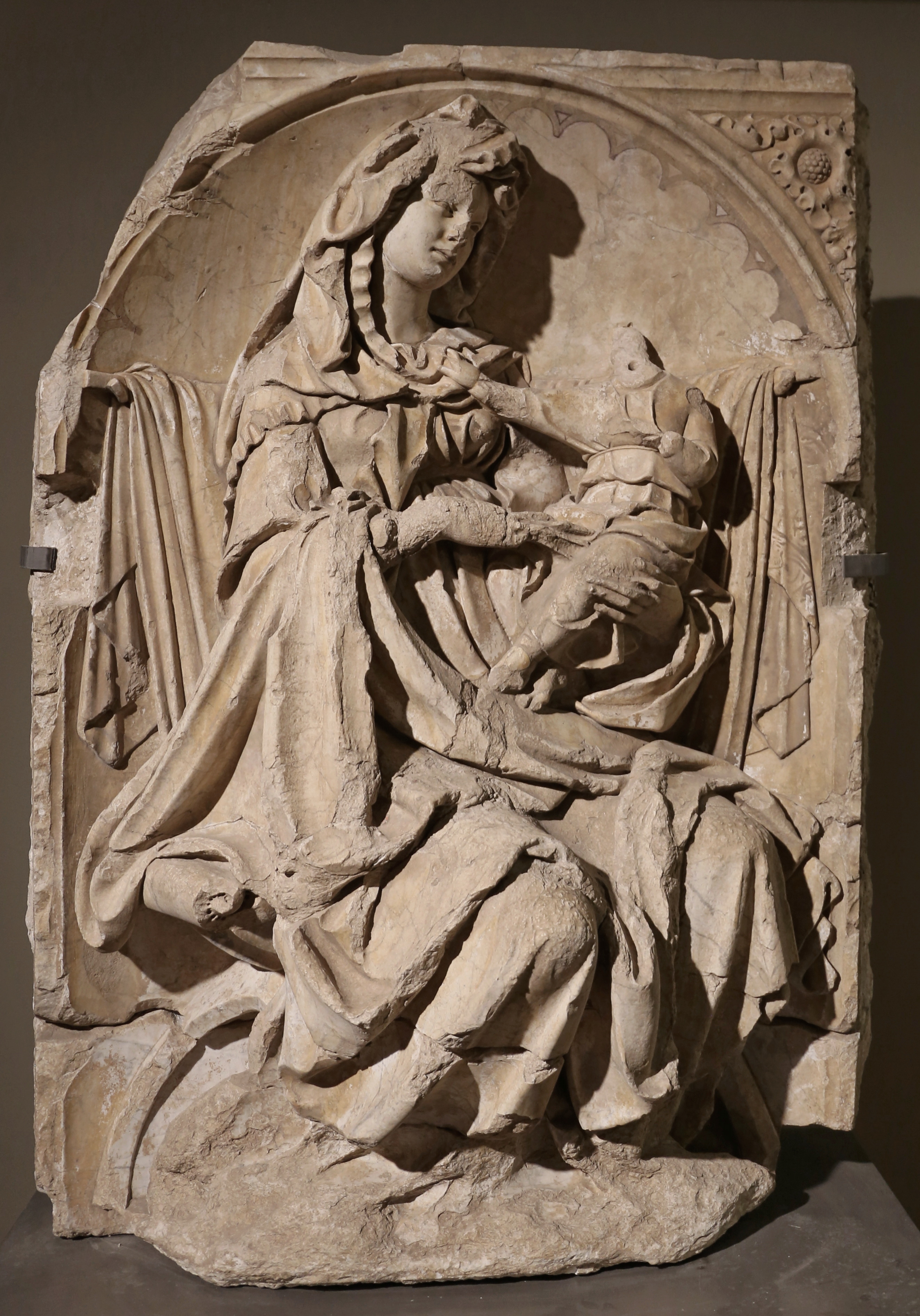
Die originale Madonna mit Kind der Fonte Gaia, Santa Maria della Scala
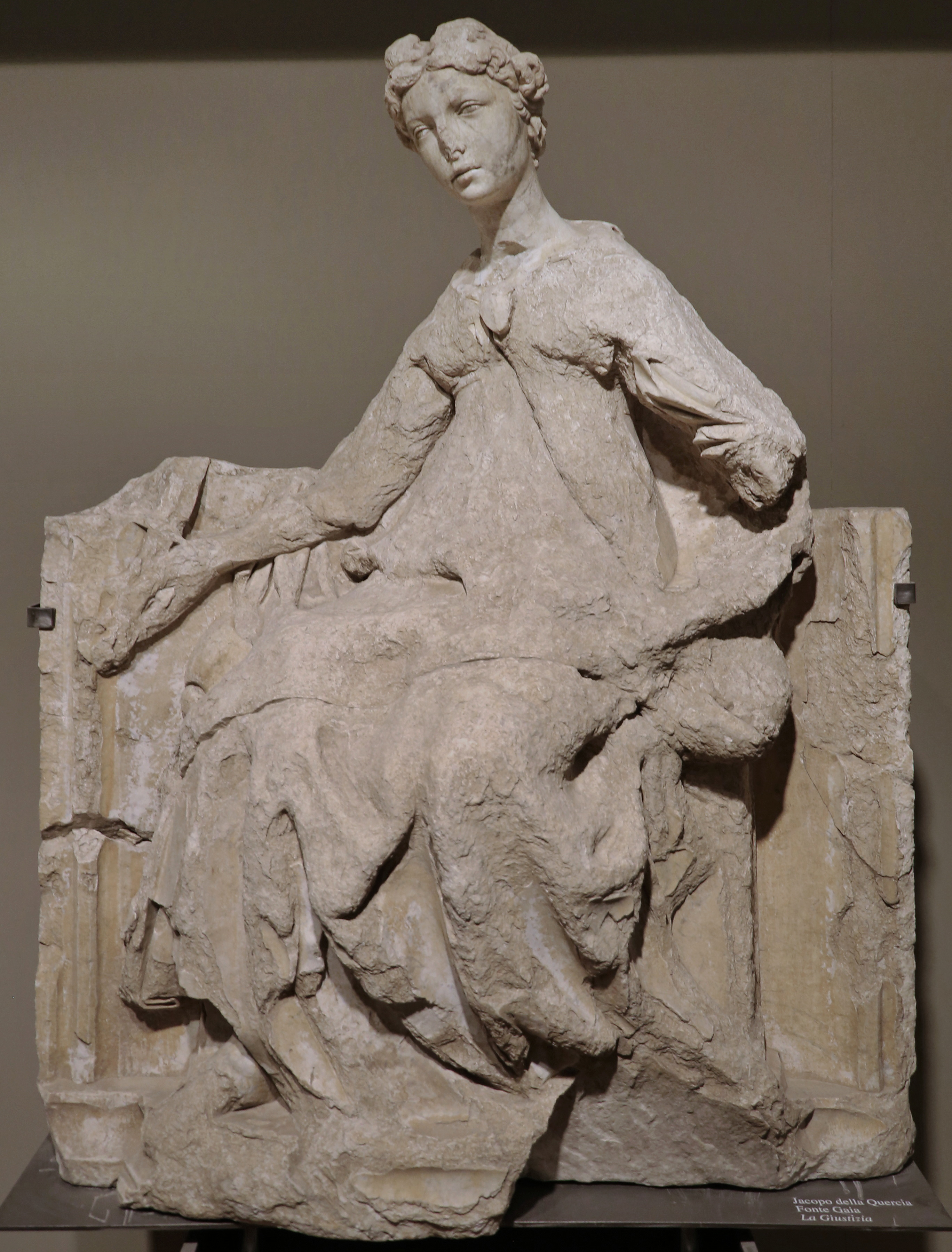
Justizia, Fonte Gaia, Siena (1409–1419), Santa Maria della Scala
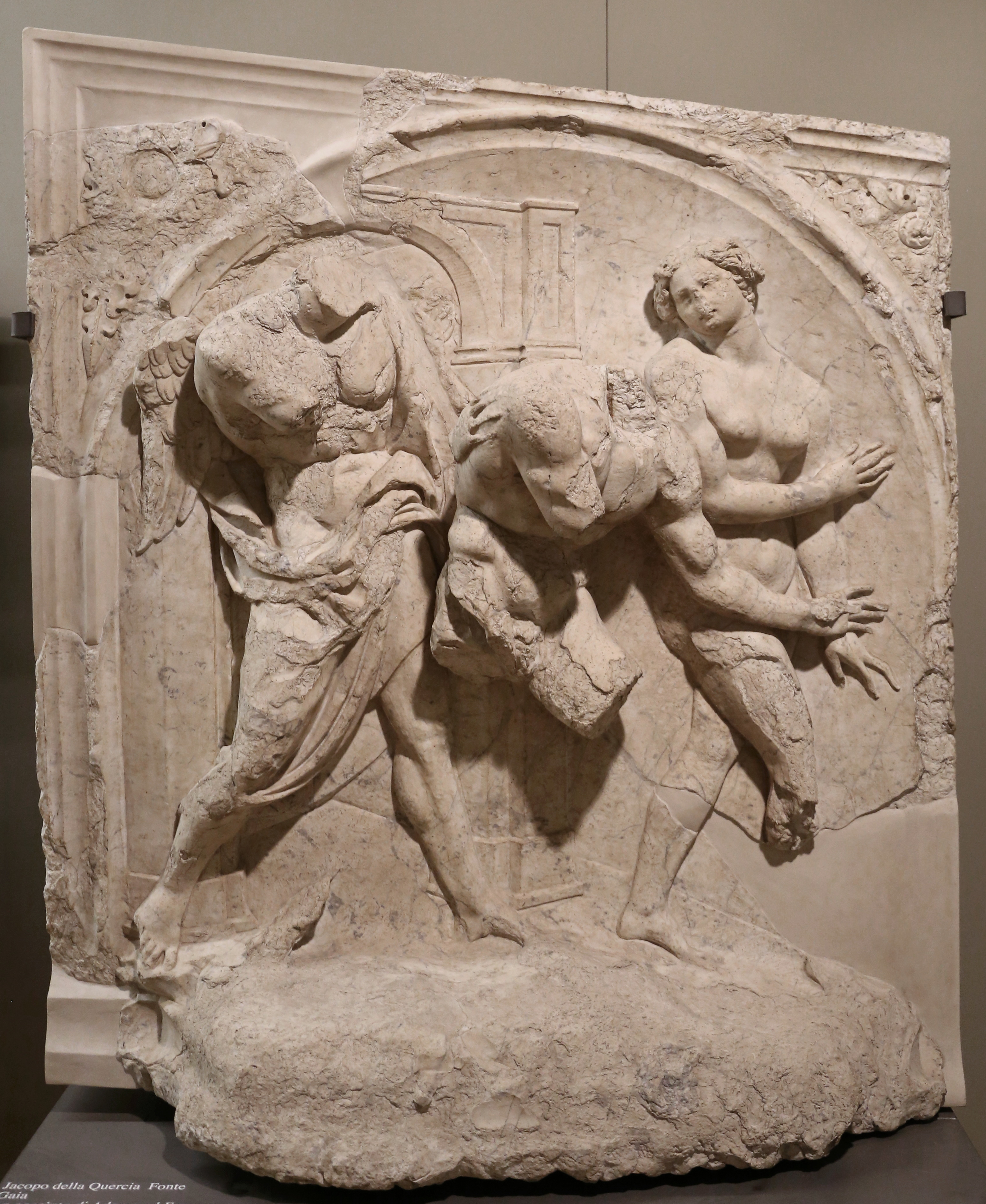
Vertreibung aus dem Paradies, Fonte Gaia (ganz links), Siena (1409–1419), Santa Maria della Scala
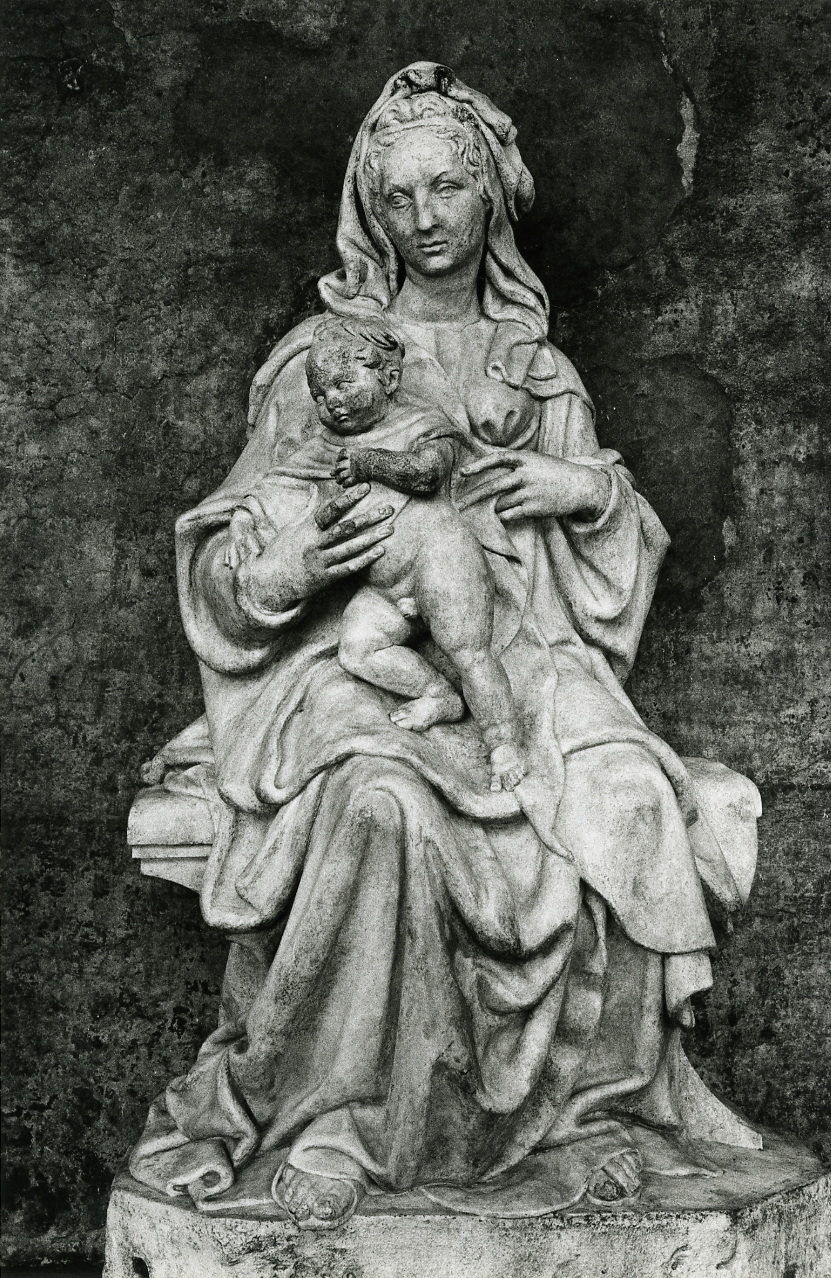
Die Marienfigur aus dem Tympanon des Hauptportals von San Petronio
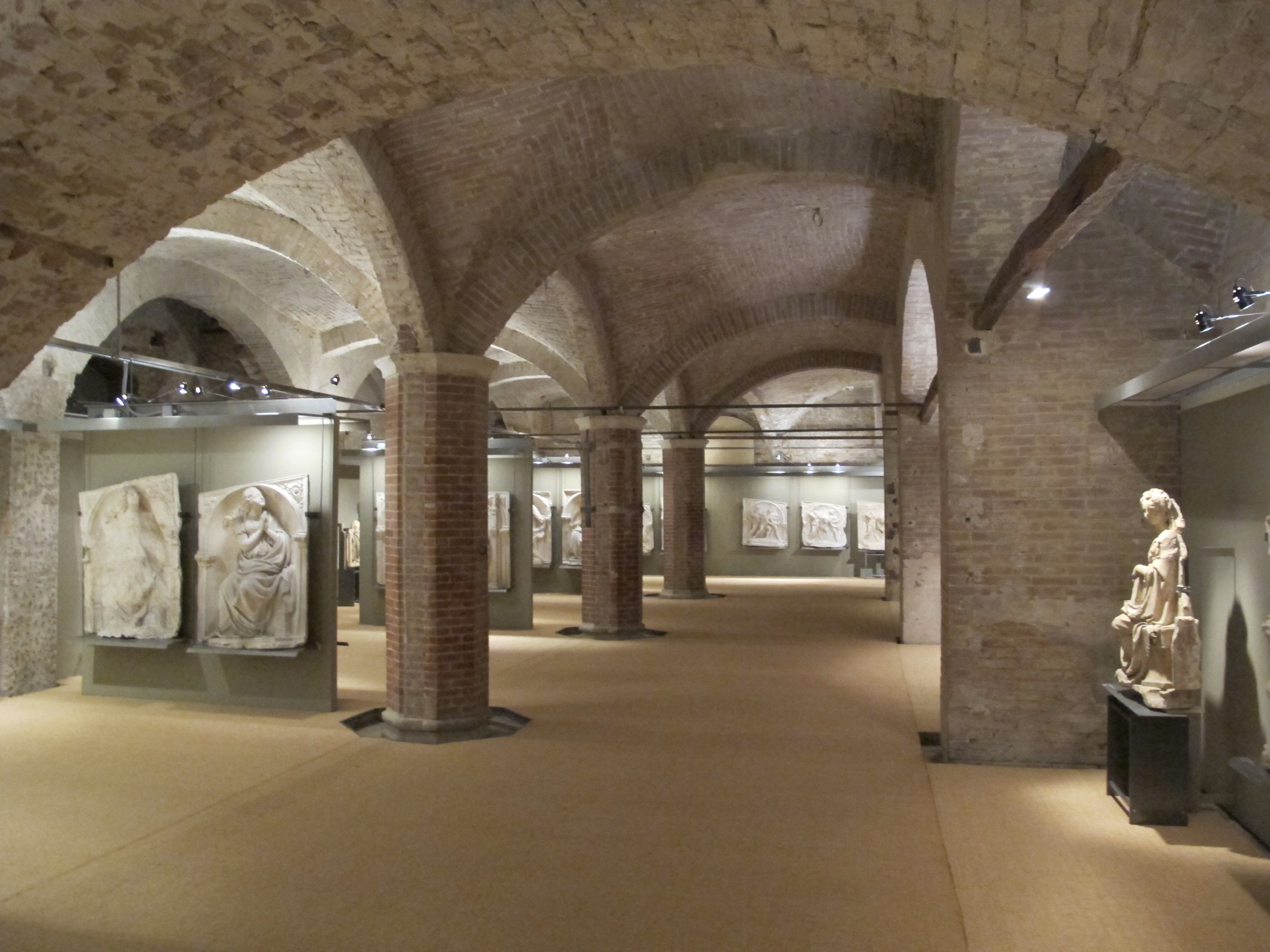
Der Fienile von Santa Maria della Scala in Siena mit den Originalteilen der Fonte Gaia